# レディース投資サロン
レディース投資サロン（レディースとうしサロン）は、ラジオたんぱ（現・ラジオNIKKEI）でかつて放送されていた、個人投資家向けの株式情報番組。

## 概要
放送期間は1986年から1997年で、月曜から金曜の16時から放送された。プロデューサーは澄田麻里（その後、作家に転進した島村麻里）。

## 歴代出演者
- 月曜担当 笹渕金治（のちに金森薫 植木靖男） 望月庸子
- 火曜担当 今静行 木村佳子
- 水曜担当 杉村富生
- 木曜担当 木村佳子 坂本邦夫 仲田憲正
- 金曜担当 雨宮栄子